# Salcajá
Salcajá är en kommunhuvudort i Guatemala.   Den ligger i departementet Departamento de Quetzaltenango, i den sydvästra delen av landet, 100 km väster om huvudstaden Guatemala City. Salcajá ligger 2 355 meter över havet och antalet invånare är 11 966.
Terrängen runt Salcajá är huvudsakligen kuperad, men den allra närmaste omgivningen är platt. Runt Salcajá är det tätbefolkat, med 411 invånare per kvadratkilometer. Närmaste större samhälle är San Francisco El Alto, 7,4 km norr om Salcajá. I omgivningarna runt Salcajá växer i huvudsak blandskog.